# 姜恩卓
姜恩卓（韓語：강은탁，1982年8月16日—），本名申瑟基（韓語：신슬기），韓國男演員。2001年在安德烈‧金時裝秀（韓語：앙드레김 패션쇼）中以模特兒身份亮相。2006年在MBC電視劇《朱蒙》中飾演燦秀一角，正式轉型為演員並出道。曾在多部電視劇如《純金的地》、《狎鷗亭白夜》中擔任主要角色。

## 感情生活
2018年因拍攝 KBS《愛到最後》與劇中飾演女主角的李英雅相識，進而發展成戀人關係，然則在半年後宣布分手。

## 出演作品

### 電視劇
| 年份 | 電視台      | 劇名                        | 飾演角色        | 備註       |
| 2006 | MBC         | 《朱蒙》                    | 燦秀            | 男配角     |
| 2008 | MBC         | 《伊甸園之東》              | 韓秀載          | 男配角     |
| 2010 | KBS         | 《風吹好日子》              | 韓奇哲          | 男配角     |
| 2014 | KBS         | 《純金的地》                | 姜宇昌          | 第一男主角 |
| 2014 | MBC         | 《狎鷗亭白夜》              | 張和遠          | 第一男主角 |
| 2015 | TV朝鮮、tvN | 《偉大的故事 - I.M.Father》 | 成年志浩        | 男配角     |
| 2015 | MBC         | 《美麗的你》                | 夏鎮亨          | 第一男主角 |
| 2016 | SBS         | 《愛是點點滴滴》            | 朴佑赫          | 第一男主角 |
| 2018 | KBS         | 《愛到最後》                | 尹正韓          | 第一男主角 |
| 2020 | KBS         | 《秘密的男人》              | 李太風 / 柳敏赫 | 第一男主角 |
| 2021 | KBS         | 《紳士與小姐》              | 車建            | 第二男主角 |

### 電影
| 年份 | 片名                             | 飾演角色   | 備註       |
| 2013 | 《偉大的隱藏者》                 | 國情院要員 | 男配角     |
| 2014 | 《蕎麥花，好運的一天，還有春春》 | 同框學生   | 男配角     |
| 2015 | 《Sunshine》                     | 信勇       | 第一男主角 |

## 獎項
| 年份 | 頒獎禮                 | 獎項                              | 作品             | 結果 |
| 2014 | KBS演技大獎            | 日日劇部門 男子優秀演技獎         | 《純金的地》     | 提名 |
| 2015 | MBC演技大獎            | 連續劇部門 男子新人獎             | 《狎鷗亭白夜》   | 獲獎 |
| 2017 | SBS演技大獎            | 日日及週末劇部門 男子最優秀演技獎 | 《一滴一滴的愛》 | 提名 |
| 2018 | KBS演技大獎            | 日日劇部門 男子優秀演技獎         | 《愛到最後》     | 獲獎 |
| 2020 | KBS演技大獎            | 日日劇部門 男子優秀演技獎         | 《秘密的男人》   | 獲獎 |
| 2020 | 第七屆APAN Star Awards | 連續劇 男子優秀演技賞             | 《秘密的男人》   | 提名 |
| 2021 | KBS演技大獎            | 長篇電視劇部門 男子優秀演技獎     | 《紳士與小姐》   | 提名 |
| 2022 | 第八屆APAN Star Awards | 連續劇 － 男子優秀演技獎          | 《紳士與小姐》   | 提名 |

## 外部連結
- Cafe.NAVER （页面存档备份，存于）
- 姜恩卓在HanCinema的頁面（英文）
- 姜恩卓在韩国电影数据库（KMDb）上的資料（韓語）
- 姜恩卓在互联网电影资料库（IMDb）上的資料（英文）
- 姜恩卓的Instagram帳戶